# Алиенора Аквитанская
Алиено́ра Аквита́нская (фр. Aliénor d'Aquitaine; ок. 1124 — 1 апреля 1204, Фонтевро) — герцогиня Аквитании и Гаскони, графиня Пуатье с 1137 года, королева Франции в 1137—1152 годах, королева Англии в 1154—1189 годах, одна из богатейших и наиболее влиятельных женщин Европы Высокого средневековья, дочь герцога Аквитании Гильома X и Аэноры де Шательро. Алиенора была супругой двух королей — сначала короля Франции Людовика VII, а затем короля Англии Генриха II Плантагенета, матерью двух английских королей — Ричарда I Львиное Сердце и Иоанна Безземельного.
Женщина удивительной красоты, характера и нравов, выделяющих её не только в ряду женщин-правителей своего времени, но и всей истории.

## Происхождение
Алиенора происходила из знатного южно-французского рода Рамнульфидов, выводящего своё происхождение от боковой ветви Каролингов. Во второй половине IX века Рамнульфиды стали правителями графства Пуатье, а в середине X века выиграли спор у графов Тулузы за титул герцога Аквитании. Формально герцоги Аквитании считались вассалами королей Франции, однако фактически были независимыми правителями. В XI веке Рамнульфиды значительно расширили свои владения, присоединив герцогство Гасконь. Их владения занимали обширные территории на юго-западе Франции. Южная Франция, известная как Окситания, вследствие сохранившегося античного наследия, была и богаче, и культурнее севера королевства. В XI веке здесь возникла культура трубадуров, и сама Алиенора и её красота не раз были воспеты в их стихах.
Дед Алиеноры, герцог Гильом IX (1071—1126) — незаурядный и своенравный правитель и талантливый поэт, любитель роскоши, задира и сердцеед, считающийся первым из окситанских лириков-трубадуров. Его провокационные выходки и сочинения шокировали священнослужителей, дважды Гильома отлучали от церкви и дважды отлучение снималось. Гильом пытался расширить свои владения за счёт Тулузского графства, на которое претендовал по праву своей второй жены Филиппы, единственной дочери графа Гильома IV, однако был в итоге вынужден отказаться от этого завоевания. В последние годы его правления в Аквитании было неспокойно из-за мятежей знати и разбойников.
Старшим сыном Гильома IX и Филиппы Тулузской был Гильом X (1099—1137), унаследовавший Аквитанию после смерти отца. В 1121 году Гильом IX женил своего сына на Аэнор де Шательро, дочери своей многолетней любовницы Амоберги, известной под прозвищами Данжероза (Опасная) и Мальбергиона, и её мужа, виконта Эмери I де Шательро. От этого брака родилось трое детей: рано умерший сын Гильом и две дочери: старшая Алиенора и младшая Петронилла.

## Имя
По сообщению хрониста Жоффруа де Вижуа, своё имя Алиенора получила в честь матери: 

Герцог Гильом Аквитанский, сын Гильома и дочери графа Тулузского <…>, породил на свет от супруги своей Аэноры <…> дочь, кою нарекли Алиенорой, иначе говоря другой Аэнорой (лат. allia Aenor).— цитата по: Флори Ж. Алиенора Аквитанская. — С. 22.
 При этом в поздних источниках её нередко называют Элеонора (фр. Éléonore) и Элеанора (англ. Eleanor).

## Рождение и молодые годы
Точный год рождения Алиеноры документально не засвидетельствован. Впервые она документально появляется 25 июля 1137 года, когда в Бордо был заключён её брак с французским принцем Людовиком (будущим королём Людовиком VII). Год рождения Алиеноры исследователи определяли исходя из предположения о том, во сколько лет она должна была достигнуть брачного возраста. По представлениям того времени максимальный брачный возраст для девушки составлял 15 лет. При этом по каноническому праву девушка могла вступать в брак, начиная с 12 лет. Кроме того, существует поздний документ, датируемый XIII веком, в котором сообщается о том, что Алиеноре в момент вступления в брак в 1137 году было 13 лет. На основании этого предполагается, что Алиенора родилась в 1124 году. По другой версии, она родилась в 1122 году. Местом её рождения могли быть Ньёль-сюр-Отиз (Вандея), замок Белин (Жиронда) или дворец Омбриер (Бордо).
Отец Алиеноры, Гильом X, ставший герцогом Аквитании в 1126 году, не ладил с церковными иерархами, как и его отец. Во время церковного раскола в 1130 году, когда было избрано двое римских пап — Иннокентий II и антипапа Анаклет II, Гильом X поддержал последнего, в результате чего был отлучён от церкви, а на его владения был наложен интердикт. Однако Гильом X это проигнорировал. Только в 1135 году Бернарду Клервоскому удалось заставить Гильома X признать Иннокентия. Либо в качестве платы за снятие отлучения, либо для поиска поддержки против восставших против него вассалов, Гильом X в начале 1137 года отправился в паломничество в Сантьяго-де-Компостелла, во время которого заболел и умер 9 апреля того же года. Мать же Алиеноры умерла в 1129 или 1130 году.
Единственный сын Гильома X, Гильом л’Эгре, умер ребёнком в 1130 году. Наследницей владений и титулов герцога была юная Алиенора. Перед поездкой Гильом X составил завещание. Существует документ, который предположительно содержит текст завещания. Хотя подлинность его оспаривается, но в нём достаточно точно показано то, что происходило в данное время. Кроме того, о завещании Гильома X сообщает аббат Сугерий. Согласно завещанию, опека над Алиенорой и её сестрой поручалась королю Франции Людовику VI, которому завещалось выдать Алиенору, получавшую Аквитанию и Пуатье, замуж «если бароны согласятся с этим».

## Первый брак

### Королева Франции
Людовик VI, получивший известие о последней воле покойного герцога в июне, действовал незамедлительно, решив женить на Алиеноре своего сына и наследника Людовика VII. Он был вторым сыном Людовика VI. В детстве Людовика VII готовили к церковному сану, воспитывая в монастыре Нотр-Дам. Но 13 октября 1131 года погиб Филипп, старший сын Людовика VI, ставший в 1129 году соправителем отца. После этого второго сына, принца Людовика, которому тогда было 11 лет, забрали из монастыря и, по совету аббата Сугерия, 25 октября того же года короновали и миропомазали, после чего он стал соправителем отца. Но в будущем Людовик сохранял благочестие и уважение к церкви.
Опасаясь, чтобы его кто-то не опередил, поскольку юная герцогиня представлялась очень выгодной партией, король 15 июня послал принца Людовика в сопровождении королевского советника аббата Сугерия и армии из 500 человек, которую возглавляли граф дворца Тибо II Шампанский и сенешаль граф Рауль I де Вермандуа в Бордо. Ко всему прочему армия должна была произвести впечатление на мятежных вассалов в Аквитании. Людовик прибыл в Бордо в июле и 25 июля в соборе Святого Андрея состоялась брачная церемония. Поскольку Людовик уже был соправителем отца и миропомазанным королём (хотя и не имел реальной власти), голова Алиеноры была увенчана королевской диадемой.
Из Бордо молодожёны отправились в Пуатье, где Алиенора должна была принять герцогский сан. По дороге они старались огибать замки мятежных аквитанских вассалов. По сообщению хрониста из Труа, первую брачную ночь Алиенора и Людовик провели в замке Тайбур, принадлежащим Жоффруа де Ранкону, одному из вассалов, сохранивших герцогам Аквитании верность.
8 августа Алиенора и Людовик VII прибыли в Пуатье, где официально были провозглашены герцогами Аквитании и графами Пуатье. В тот же день они узнали, что ещё 1 августа умер король Людовик VI, в результате чего Людовик VII становился единовластным правителем. Чтобы утвердиться на престоле, Людовик VII вместе с Алиенорой сразу же выехали в Орлеан, а оттуда в Париж.
Нравы парижского двора отличались от нравов двора герцогов Аквитании, был другой язык. Алиенора, прибывшая в Париж, фактически была чужестранкой, как и многие другие супруги французских королей. Вместе с Алиенорой в Париж прибыли её младшая сестра Петронилла, а также свита, размер которой неизвестен. Одежда аквитанцев считалась вызывающей и экстравагантной, возможно, что она оказала влияние на французскую моду при дворе.
Хронисты практически ничего не говорят о той роли, которую играла при дворе молодая королева. Вероятно, она практически не имела никакого политического влияния (разве что косвенное). При этом даже на свои личные владения в Аквитании Алиенора вначале не оказывала никакого влияния: Людовик VII назначил для управления землями супруги своих людей. Именно король в 1138 году подавил вспыхнувшее в Пуатье восстание горожан, создавших коммуну. Также Людовик попытался от имени Алиеноры предъявить права на графство Тулузское, унаследованные ею через свою бабку — Филиппу Тулузскую. Однако французская армия, которая в июне 1141 года достигла Тулузы, город взять не смогла, в результате чего Людовик был вынужден ограничиться принятием вассальной присяги от графа Альфонса Иордана.
По мнению ряда исследователей, Алиенора, возможно, была причастна к переменам при французском дворе, которые произошли после 1138 года. Главенствующую роль при дворе Людовика VII первоначально играл аббат Сен-Дени Сугерий. Ему удалось одержать верх в споре за влияние на короля с вдовствующей королевой Аделаидой Савойской, матерью Людовика, и Раулем I де Вермандуа, двоюродным братом Людовика VI. В результате произошёл разрыв Людовика VII с матерью и Раулем, лишившимся поста сенешаля. Однако позже Аделаида Савойская, вышедшая вторично замуж за Матье I де Монморанси (ставшего коннетаблем Франции), смогла вернуть утраченные позиции. Влияние Сугерия на политику ослабело, Рауль I де Вермандуа вернул себе пост сенешаля. Канцлером вместо человека Сугерия стал беррийский клирик Кадюрк. Король попытался сделать его архиепископом Буржа и примасом Аквитании, однако буржский капитул выбрал другого — Пьера де Ла Шартра. Этот выбор утвердил папа Иннокентий II, что вызвало конфликт с Людовиком, считавшим, что французские епископы должны назначаться королём.
В 1141 году Рауль I де Вермандуа вступил в любовную связь с Петрониллой, сестрой Алиеноры. Петронилле было всего 15 лет, Раулю — 50. Кроме того, он был женат — на Элеоноре де Блуа, сестре могущественного Тибо II Шампанского, графа Шампани и Блуа. Брак имел политическое значение — Петронилла в тот момент была наследницей Аквитании. Алиенора поддержала сестру. Раулю удалось найти прелатов, которые аннулировали его брак с Элеонорой де Блуа из-за кровного родства, и в 1142 году женился на Петронилле. Этот брак вызвал скандал. Тибо II Шампанский вступился за сестру и обратился к папе римскому. Собравшийся церковный собор в Ланьи признал первый брак Рауля действительным. В результате брак Рауля и Петрониллы был аннулирован, а оба они отлучены от церкви.
Эти события вызвали войну между Людовиком VII и Тибо II Шампанским. Королевская армия вторглась в его владения и опустошила их. При этом сгорела церковь в городе Витри, в которой укрывалось полторы тысячи жителей, из которых никто не спасся, что потрясло короля. Конфликт пытался уладить Бернард Клервоский, который обратился к папе с просьбой снять отлучение с Рауля и Петрониллы, но при этом не признавая их брак. Кроме того, он отправил королю послание, обвинив «злокозненных советников» в том, что они разжигают войну. Возможно, имелась в виду королева Алиенора, которая всецело поддерживала сестру. Но король заупрямился, обвинив Тибо Шампанского в том, что тот с помощью брачных союзов пытается создать союз знати против короля.
В 1144 году умер папа Иннокентий II. Его преемник, Целестин II, был учеником Бернарда Клервоского и оказался более уступчивым. Бернард понимал, что для мира нужно убедить пойти на уступки Алиеноре, сторонники которой отказывались идти на какие-то соглашения, пока не будет снято отлучение с Рауля и Петрониллы и не будет признан их брак. 11 июня 1144 года происходило освящение нового клироса аббатства Сен-Дени, на котором присутствовали король, его мать, Алиенора и прочая знать королевства. Там состоялась встреча Бернарда с Алиенорой, в результате которого был найден компромисс. В «Житии Святого Бернарда» Жоффруа Осерского рассказывается, что Алиенора, брак которой долгое время оставался бездетным (был только один выкидыш), потеряла надежду стать матерью и поведала об этом Бернарду, который пообещал, что если она перестанет дурно влиять на короля, у неё будет ребёнок.
В итоге мир был заключён. Людовик VII помирился с Тибо Шампанским, который отказался от идеи взволновавших короля браков. Кроме того, король признал Пьера де ла Шартра в качестве нового архиепископа Буржа. Отлучение с Рауля и Петрониллы снято так и не было, однако они продолжали жить вместе, у них родилось две дочери и сын. После того, как в 1148 году умерла Элеонора де Блуа, папа Евгений III снял отлучение и брак был узаконен. А у Алиеноры в 1145 году родилась дочь, получившая имя Мария — возможно в честь Девы Марии.

### Второй крестовый поход
После окончания войны Людовик VII дал клятву совершить паломничество в Иерусалим. Хронисты приводят разные причины такого решения. По одной версии, король дал обет, чтобы искупить вину за сгоревших в пожаре в Витри. По другой, он собирался исполнить обет, данный его покойным братом Филиппом. По мнению некоторых историков, король таким образом собирался отблагодарить небеса за рождение ребёнка у Алиеноры.
В настоящее время существует теория, высказанная историком А. Грабуа. По его мнению, причина заключалась в том, что в результате компромисса с Бернардом Клервоским Людовик VII был вынужден нарушить клятву, которую он произнёс на мощах святых — что он не разрешит Пьеру де Ла Шатру войти в Бурж. Переписка, которую король вёл с Бернардом, показывает, что набожного Людовика угнетало нарушение данной им публично клятвы.
24 октября 1144 года Эдесса была захвачена эмиром Мосула Зенгой. После того как об этом узнали во Франции, 25 декабря 1145 года Людовик VII собрал в Бурже королевский двор. Там он объявил о том, что намерен организовать крестовый поход в Палестину. Бернард Клервоский и папа римский поддержали призыв короля. 31 марта 1146 года в Везле Бернард произнёс проповедь, после чего крест приняло большое количество графов, сеньоров и прелатов. По свидетельству анонимного продолжателя записей Сугерия, в Везле присутствовала и Алиенора, которая также приняла крест — сразу после Людовика. Однако некоторые историки сомневаются в том, что Алиенора была в Везле.
Некоторые поздние авторы утверждают, что Алиенора приняла крест как амазонка. Основано это на хронике Никиты Хониата, который писал о том, что во время похода крестоносцев через Византию в их армии присутствовали женщины в мужском платье, которые ездили на лошадях как мужчины. Ряд историков, например, Исаак де Ларрей (XVII века) заявляли, что в составе христианской армии присутствовало много женщин, составлявших «женские эскадроны», что Алиенора захотела отправиться в поход по примеру древних амазонок.

### Отношения с Людовиком VII
По словам хронистов, Людовик VII сразу же полюбил красивую Алиенору. Иоанн Солсберийский писал, что Людовик 

любил королеву почти чрезмерною любовью.— цитата по: Флори Ж. Алиенора Аквитанская. — С. 35.
Вильям Ньюбургский утверждал, что 

С самого начала она так покорила своей красотой разум молодого мужчины, что, готовясь к этому известнейшему походу, король решил взять её с собой на войну, поскольку горячо любил свою молодую жену.— цитата по: Флори Ж. Алиенора Аквитанская. — С. 35.

### Развод
Людовик VII не добился военных успехов на Святой Земле, и королевская чета вернулась во Францию. В 1151 году у них родилась вторая дочь. Однако на следующий год, 21 марта, они развелись, формальной причиной развода было объявлено то, что они находились в дальнем родстве. Дочери остались с королём; за Алиенорой были сохранены все её земли в Аквитании.
В момент заключения брака между Людовиком VII и Алиенорой никто не задумывался о кровном родстве между ними. При этом из одного из посланий Бернарда Клервоского Людовику следовало, что церковники знали о том, что они находятся в третьей степени родства, но закрывали на это глаза.

## Второй брак

### Королева Англии
Спустя несколько месяцев после расторжения брака с Людовиком, 18 мая 1152 года герцогиня Алиенора вышла замуж за герцога Нормандии Генриха Плантагенета. Устроенный наспех и в обстановке строжайшей секретности брак был заключен со всей возможной поспешностью. Последствия этого брака будут десятилетиями сотрясать Европу. С этого момента практически половина Франции принадлежала династии Плантагенетов. По мнению ряда историков, именно в истории супружества Алиеноры Аквитанской следует искать истоки войны, получившей в XIX в. название Столетней. 25 октября 1154 года супруг Алиеноры стал королем Англии, а она сама получила титул королевы. Королева Алиенора родила Генриху II девять детей, из которых до зрелого возраста не дожили лишь два сына. В первую половину правления Генриха II, королева играла немаловажную роль в политической жизни Англии. Алиенора сопровождала его во многих военных походах, часто оставаясь наместником на французских землях, а находясь в Англии, получала право на управление королевской казной, что доказывает доверие Генриха к супруге.
Во время противостояния Генриха II с Томасом Бекетом, архиепископом Кентерберийским, в 1162—1170 годах королева поддерживала действия супруга. В июне 1170 года Генрих II решил короновать старшего сына, с помощью архиепископа Йоркского, своим соправителем, получив разрешение от папы, который вскоре передумал и отправил письма кузену короля епископу Роджеру Вустерскому, чтобы тот немедленно направился к королю Англии и убедил его отменить коронацию Генриха Молодого. Роджер в этот момент находился в Нормандии и уже готовился к отплытию в Англию, однако, помимо него по эту сторону Ла-Манша находилась и Алиенора. Королева и Ричард Юмез, сенешаль Нормандии, не разрешили епископу отправиться в Англию. Моряки получили чёткий приказ от королевы и сенешаля не перевозить его через пролив. Генрих Молодой всё же был коронован соправителем отца.

Длительные военные походы, а также склонность Генриха к изменам, вскоре внесли охлаждение в отношения между супругами. Кроме того, с возрастом Генрих становился более жадным и подозрительным. 
Старший сын Алиеноры — Генрих «Молодой король» хоть и был коронован соправителем отца, но реальной власти не получил. Адель — невесту Ричарда, самого любимого сына Алиеноры, вообще называли любовницей Генриха II. По Англии и Нормандии распространялись слухи о том, что молодой король недоволен отсутствием у него владений и реальной власти. Пока Генрих II завоёвывал Ирландию 1171—1172 годах, королева начала довольно опасную политическую игру. Как утверждает Большая Турская хроника, с подачи Алиеноры её дядя (брат матери), Ральф де Фей (де Фе; фр. Ralph de Faye), и анжуйский барон Гуго де Сент-Мор попытались настроить молодого Генриха против отца, указав на творившуюся несправедливость. Матвей Парижский в своей «Великой хронике» называет  в качестве подстрекателей те же лица, подводя читателей к мысли, что последовавший мятеж был божьим попущением неурядиц в королевской семье за убийство архиепископа Томаса Бекета.
В это же время любимому сыну Алиеноры, Ричарду, шёл уже пятнадцатый год. Королева настояла на том, чтобы Ричарда официально провозгласили герцогом Аквитании. Генрих II дал своё согласие, и 11 июня 1172 года Ричарда торжественно провозгласили герцогом в монастыре Святого Илария в Пуатье. Королева присутствовала на этой церемонии, а затем вместе с сыном они направились в Лимож, где были встречены большой процессией. Ричард принял аквитанский атрибут власти — кольцо Святого Валери и выслушал напутствие. С этого момента принц Ричард стал полноправным властителем всех владений матери, осуществив её долгожданную мечту. Противоречия между Генрихом II и его сыновьями, подстрекаемыми матерью, продолжали углубляться. Все это привело к тому, что в 1173 году Генрих Молодой бежал ко двору французского короля Людовика VII. В этом же году после Рождества король и королева серьёзно поругались, после чего она бежала в Аквитанию, забрав с собой Ричарда и Джефри. Вскоре после этого архиепископ Ротру Руанский написал королеве Алиеноре длинное и гневное письмо, возложив всю вину за раскол внутри семьи на неё одну. Алиенора не обратила на слова архиепископа никакого внимания и даже возглавила мятеж аквитанских баронов. Королева отослала Ричарда и Джефри к старшему брату в Париж. Вскоре она и сама решила присоединиться к сыновьям. Королева переоделась в мужское платье и последовала за сыновьями, но по дороге попала в руки к сторонникам мужа. Между правящей четой уже давно не было никаких нежных чувств, а потому Генрих II, не испытывая сожаления, посадил её в тюрьму. Гервасий Кентерберийский писал: «Алиенора была очень умной женщиной, рождённой в благородной семье, но очень ветреной». Архиепископ утверждал, что история с побегом принцев была задумана самой королевой. Автор книги «Деяния Генриха» говорил, что «авторами этого гнусного предательства были Людовик, король Франции, и, как утверждают некоторые, сама Алиенора, королева Англии, и её дядя Ральф Фей». Так или иначе, свободная жизнь Алиеноры Аквитанской прервалась. В июле 1174 года она вместе с супругом, младшим сыном Иоанном, королевой Маргаритой и невестами остальных сыновей отбыли из Нормандии в Англию. По прибытии король распорядился, чтобы Алиенору отвезли в замок Солсбери и заточили в башню.
Заточение было достаточно комфортным. Алиенора все ещё продолжала оставаться королевой Англии и герцогиней Аквитании. Ей оставили штат слуг, а охране велели предоставить узнице полную свободу в пределах крепостных стен. Кроме того, существует версия, что Генрих собирался развестись с супругой и жениться на одной из своих любовниц. Однако вместе с Алиенорой король лишился бы всех своих земель во Франции (за исключением Нормандии, Анжу и Мэна). Данная перспектива заставила его одуматься и сохранить брак.
В 1179 году Генрих добился от Алиеноры передачи герцогского титула Ричарду.

## Королева-мать Англии

#### При Ричарде I
6 июля 1189 года супруг Алиеноры скончался, сама она находилась в заточении. Преемником Генриха II стал самый любимый сын Алиеноры, Ричард. Одним из первых указов Ричарда в качестве короля стал указ об освобождении матери из заточения. С этим поручением в Винчестер был направлен Уильям Маршал, который обнаружил, что она «уже освобождена и ещё более властна, чем когда-либо прежде». Сразу же после освобождения королева сосредоточила в своих руках верховную власть от имени сына и начала заниматься приготовлениями к коронации Ричарда I. Разъезжая по стране, королева освобождала узников, получивших право по специальному королевскому указу доказать свою невиновность.
Перед коронацией Ричарда в Англии разгорелся конфликт. Незаконнорождённый сын Генриха II Жоффруа был назначен архиепископом Йоркским. Несмотря на избрание архиепископа самими канониками Йоркского собора, против его кандидатуры выступали королева-мать и архиепископ Губерт Готье.
После разрыва помолвки между Ричардом I и Аделью Французской король Франции Филипп II предложил её в жёны Иоанну, младшему сыну Генриха II и Алиеноры, которая убедила сына отказаться от этого брака.
Во время участия Ричарда I в Крестовом походе королева также покинула Англию. Пока король воевал, Алиенора отправилась в Наварру для поиска невесты своему сыну. Её выбор пал на Беренгарию Наваррскую, и вскоре Алиенора вместе с Беренгарией отправились в Мессину к Ричарду. Алиенора посчитала, что, сделав Наварру своим союзником, ей удастся обезопасить границы Аквитании. 12 мая 1191 года Ричард обвенчался с Беренгарией Наваррской. В течение всего правления Ричарда, королева Беренгария так и не посетила родину супруга, кроме того, оставаясь в тени властной и могущественной свекрови.
Пока король отсутствовал, в Англии разразилось противостояние между епископом Уильямом де Лоншаном, ставшим канцлером и сосредоточившим в своих руках огромную власть, и братьями Ричарда. В феврале 1191 года Алиенора встретилась с сыном-королем в Мессине, поведав о недостойном поведении канцлера. 2 апреля королева и архиепископ Готье же Кутанс отбыли в Рим с целью убедить папу одобрить рукоположение единокровного брата короля, Джеффри в архиепископы Йоркские.
В результате длительного конфликта Лоншана лишили должности канцлера и отлучили от церкви, а его епархия, Или, лишилась отправления обрядов. Помимо этого, принц Иоанн начал тайные переговоры с королем Франции, который начал укреплять замки на границе с Нормандией. Королева Алиенора, находившаяся в Нормандии, немедленно приступила к активным действиям. 11 февраля 1192 года королева прибыла в Портсмут и с этого момента некоторое время являлась фактической правительницей Англии. Алиенора отговорила Иоанна покидать Англию и, созвав совет баронов, вынудила сына дать клятву верности. Королева-мать успела посетить несколько поместий Или, ходатайствовала за снятие отлучения с Лоншана. Готье де Кутанс получил приказ от королевы возвратить доходы Лоншану и снять с него отлучение. Вызвав в Лондон архиепископа Джеффри и Гуго Дарэмского, королева Алиенора безрезультатно пыталась примирить их. Она также отказала Лоншану, восстановленному в правах папского легата, находиться в Англии до возвращения короля Ричарда.
В феврале 1193 года в Англию пришло известие о пленении короля Ричарда. Алиенора обратилась к папе Целестину III, упрекая его в том, что он не сделал всё возможное, чтобы вернуть Ричарду свободу. Однако положение не менялось. Вскоре герцог Леопольд согласился отпустить Ричарда за большой выкуп. После получения условий, на которых должен был быть освобождён король, всем налогоплательщикам было приказано предоставить четвёртую часть доходов для сбора средств на выкуп. Алиенора Аквитанская следила за выполнением предписания юстициариев. Когда стало ясно, что требуемую сумму не удаётся собрать, было решено отправить императору 200 заложников до тех пор, пока он не получит весь выкуп. Лично выбрав заложников и собрав нужную сумму, Алиенора доставила деньги в Германию. 2 февраля 1194 года на торжественном собрании в Майнце Ричард получил свободу, но был вынужден принести оммаж императору и обещать ему выплату ежегодно пяти тысяч фунтов стерлингов. 4 февраля 1194 года Ричард и Алиенора покинули Майнц. По сообщению Вильяма Ньюбургского, после отъезда английского короля император пожалел о том, что отпустил узника, «тирана сильного, воистину угрожающего всему миру», и отправил за ним погоню. Так как схватить английского короля императору Генриху не удалось, он ужесточил условия, в которых содержались английские заложники.
13 мая 1194 года Алиенора и Ричард прибыли в Англию. Вскоре Ричард I отправился в Нормандию для её защиты от короля Франции. Мать последовала вместе с сыном.
26 марта 1199 года при осаде замка Шалю-Шаброль Ричард был ранен в шею арбалетным болтом. 6 апреля 1199 года он скончался от заражения крови на руках своей матери.

#### При Иоанне
После смерти Ричарда I на английском троне оказался самый нелюбимый сын Алиеноры — Иоанн. Сразу же после коронации Иоанна королева-мать перестала участвовать в политической жизни Англии, а затем и вовсе покинула её, уехав в родную Аквитанию. Алиенора активно продолжала участвовать в политической жизни Аквитании.
После коронации Иоанна 16-летний внук Алиеноры — Артур Плантагенет заявил о своих правах на английский престол. Артур получил поддержку Филиппа II, короля Франции и начал вести войну против Иоанна Безземельного. В ходе войны Артур осадил свою бабку Алиенору Аквитанскую в замке Мирабо. Замок легко пал бы, если бы Алиенора не организовала его оборону так, что защитники продержались несколько дней до 31 июля 1202 года, когда к замку подошёл Иоанн со своими войсками и взял Артура в плен.
В 1200 году королева-мать Англии совершила своё последнее путешествие за Пиренеи, чтобы привезти оттуда во Францию свою внучку Бланку Кастильскую, которую она выдала замуж за будущего короля Франции Людовика VIII.
В последние годы жизни Алиенора удалилась в аббатство Фонтевро, где 31 марта 1204 года и скончалась, находясь в очень преклонном возрасте. Алиенора была похоронена рядом с супругом Генрихом II и любимым сыном Ричардом I.
Среди историков Алиенору Аквитанскую часто принято называть бабушкой средневековой Европы.

## Внешность
О внешности Алиеноры известно не очень много. В конце XII века Ричард Девизский, монах из Уинчестера, посвятил Алиеноре произведение, в котором описывает её как 

несравненную женщину, красивую и целомудренную, могущественную и умеренную, скромную и красноречивую — наделённую качествами, которые крайне редко сочетаются в женщине— цитата по: Флори Ж. Алиенора Аквитанская. — С. 35.
Сохранился ряд изображений Алиеноры, однако все они были созданы позже, и существуют сомнения в том, что они передают внешность Алиеноры достоверно. Сохранилось надгробие Алиеноры в аббатстве Фонтевро. Историк Жорж Дюби считает, что оно было создано уже после её смерти, в результате чего скульптор не знал, как выглядит Алиенора, и сходства с оригиналом быть не могло. Однако не исключено, что оно могло быть заказано Алиенорой ещё при жизни, это предположение в настоящее время допускают многие искусствоведы. В таком случае некоторое сходство может быть, хотя её внешность могла быть возвеличена и идеализирована.
Сохранились также изображения Алиеноры на витраже кафедрального собора в Пуатье и фреска в соборе святой Радегунды в Шиноне, а также изображение на модульоне в зале капитула святой Радегунды в Пуатье, но там, судя по всему, портретного сходства нет.
Хронист Вильям Ньюбургский пишет, что Алиенора была обольстительной, другой хронист, Ламберт из Ватрело утверждает, что Алиенора была очень красивой. Согласно канонам красоты этого времени, воспеваемой в различных сочинениях и песнях, благородные дамы имели красивое тело, ясное лицо, белую кожу, голубые или серые глаза, рыжие волосы.

## Семья

### Браки и дети
- Людовик VII Молодой (1120—1180) (с 25 июля 1137, Бордо — брак аннулирован 21 марта 1152)
  - выкидыш (до 1144 года)
  - Мария Французская (1145—1198), в 1190—1197 регентша графства Шампань; муж: (с 1164) Генрих I Щедрый, граф Шампани и Труа.
  - Алиса Французская (1151—1195); муж: Тибо V Добрый, граф Блуа и Шартра.

- Генрих II Плантагенет (1133—1189) (с 18 мая 1152, Пуатье, Франция)
  - Вильям (1153—1156)
  - Генрих Молодой Король (1155—1183)
  - Матильда (1156—1189); муж: Генрих Лев, герцог Саксонии и Баварии
  - Ричард I (IV) Львиное Сердце (1157—1199), король Англии
  - Готфрид II (1158—1186), герцог Бретани
  - Филипп (1160)
  - Элеонора Английская (1162—1214); муж: Альфонсо VIII, король Кастилии
  - Иоанна Английская (1165—1199)
  - Иоанн I Безземельный (1167—1216), король Англии

## В культуре
- Персонаж пьесы «Король Иоанн» Уильяма Шекспира.
- Пьеса «Лев зимой» Джеймса Голдмана посвящена взаимоотношениям Алиеноры с Генрихом в последние годы его жизни и её взрослыми сыновьями.
- Лион Фейхтвангер. Испанская баллада.
- Артюр Дюмон. «Аквитанская львица». М., 2008. ISBN 978-5-8189-1498-5. Роман о жизни Алиеноры до развода с Людовиком.
- Агалаков Д. В. «Аквитанская львица». М., 2013. ISBN 978-5-4444-0677-9. Роман о жизни Алиеноры в браке с Людовиком.
- Добиаш-Рожденственская О. А. «Крестом и мечом. Приключения Ричарда I Львиное Сердце». М., 1991.
- Мартьянов А. Л. Историко-фантастический цикл «Вестники времен», изд. АСТ и «Лениздат», 1999—2005. Алиенора выведена в романах мудрой и дальновидной правительницей.
- О жизни Алиеноры английская писательница Нора Лофтс написала роман «Королева Элеонора» («Королева в услужении») (1955) (англ. Queen in Waiting (Eleanor the Queen)).
- Алиенора является главной героиней романов английских писательниц Джин Плейди «Начало династии» (1976) (англ.  Plantagenet Prelude) и Анны О`Брайен «Меч и корона» (2011) (англ. Devil`s Consort). Также появляется в романах Джин Плейди «Сердце льва» (1977) (англ. The Heart of the Lion) и украинской писательницы Симоны Вилар «Рыцарь света» (2011).
- Алиенора является главной героиней трилогии английской писательницы Элизабет Чедвик: «Летняя королева» (М., 2014, ISBN 978-5-389-06816-2), англ. The Winter Crown (2014), англ. The Autumn Throne (2014).
- Алиенора является главной героиней романа английской писательницы Элисон Уэйр «Пленённая королева», М., 2014. ISBN 978-5-389-07592-4.
- Королева Элеонора и Прекрасная Розамунда, постановочная фотография Льюиса Кэрролла 1863 года
- О жизни Алиеноры в заточении и её письмах к сыну поётся в песне «Ричард» группы «Немного Нервно»

### В кино, на телевидении и театре
- 1955—1956 — Приключения Робин Гуда (Великобритания) — королеву сыграла Джилл Эсмонд (в двух эпизодах).
- 1968 — Лев зимой (Великобритания) — королеву сыграла Кэтрин Хэпберн.
- 2003 — Лев зимой (США) — королеву сыграла Гленн Клоуз.
- 2010 — Робин Гуд (США—Великобритания) — королеву сыграла Айлин Эткинс.
- 2010 — Аквитанская львица (Россия) — королеву сыграла Инна Чурикова.

### В компьютерных играх
Алиенора Аквитанская является одним из лидеров Англии и Франции в компьютерной глобальной стратегии Civilization VI: Gathering Storm.

### Комментарии
1. ↑  Алиенора была намного старше Генриха: ей было 28 лет, а Генриху только исполнилось 19[19]

### Сноски
1. 1 2  Kindred Britain
2. 1 2 3  Флори Ж. Алиенора Аквитанская. — С. 21—27.
3. ↑  Geoffroy de Vigeois. Chronicon // Recueil des historiens des Gaules et de la France. — Paris: Victor Palmé, 1877. — Т. 12. — P. 28, 435—436. Архивировано 7 апреля 2013 года.
4. ↑  Fragmentum genealogicum ducum Normanniae et Angliae regum // Recueil des historiens des Gaules et de la France. — Paris: Victor Palmé, 1879. — Т. 18. — P. 241—242. Архивировано 12 октября 2015 года.
5. ↑  Lewis A. W. The Birth and Childhood of King John: Some Revisions // B. Wheeler and J. C. Parsons (eds.) Eleanor of Aquitaine: Lord and Lady. — Palgrave Macmillan, 2003. — С. 159–175. — ISBN 0230602363.
6. 1 2 3 4  Cawley H. Dukes of Aquitaine, comtes de Poitou (англ.). Foundation for Medieval Genealogy. Дата обращения: 3 февраля 2014.
7. 1 2 3 4 5  Флори Ж. Алиенора Аквитанская. — С. 28—32.
8. ↑  Richard A. Histoire des comte de Poitou.... — P. 52, n.2.
9. ↑  Cronicon Comitum Pictaviae // Recueil des historiens des Gaules et de la France. — Paris: Victor Palmé, 1877. — Т. 12. — P. 409—410. Архивировано 7 апреля 2013 года.
10. 1 2 3  Флори Ж. Алиенора Аквитанская. — С. 34—36.
11. 1 2  Флори Ж. Алиенора Аквитанская. — С. 37.
12. 1 2 3 4 5 6 7 8 9 10 11  Флори Ж. Алиенора Аквитанская. — С. 40-47.
13. ↑  Duval-Arnould Louis. Les dernières années du comte lépreux Raoul de Vermandois (v. 1147-1167...) et la dévolution de ses provinces à Philippe d'Alsace // Bibliothèque de l'école des chartes, volume 142. — 1984. — P. 81. Архивировано 22 февраля 2014 года.
14. ↑  Grabois A. Louis VII pèlerin // Revue d'Histoire de l'Eglise de France, 74. — 1988. — P. 7—11.
15. 1 2  Флори Ж. Алиенора Аквитанская. — С. 47-59.
16. ↑  Флори Ж. Алиенора Аквитанская. — С. 338, прим. 15.
17. ↑  Jean de Salisbury. Historia pontificalis, XXIII. — P. 52—53.
18. ↑  Guillaume de Newburgh. Historia rerum Anglicarum, lib. 1 ch. 31 // ed. R. Howlett. Chronicles and Memorials of the reigns of Stephen, Henry II, and Richard I (Rolls Series, 82). — 1884. — Vol. 1. — P. 92.
19. 1 2  Джонс Д. Плантагенеты. — С. 59.
20. ↑  Salmon A. Chronicon Turonense Magnum // Recueil de chroniques de Tourain. (фр.). — Tours: Ladevèze, 1854. — P. 138. — 491 p.
21. ↑  Matthei Parisiensis. II // Chronica Majora. — London, 1876. — С. 285-286.
22. ↑  Richard de Devizes. Chronicon de tempore regis Ricardi Prim, 25.
23. ↑  Duby G. Enquête sur les dames du XIIe siècle // . — Paris, 1995. — P. 15.
24. ↑  Флори Ж. Алиенора Аквитанская. — С. 35, 338.
25. ↑  Scott-Jones Richard. Eleanor of Aquitaine is coming to Civilization 6 to take your cities (peacefully) (англ.). PCGamesN (5 февраля 2019). Дата обращения: 18 февраля 2019. Архивировано 7 февраля 2019 года.